# Universitas Tadulako
Universitas Tadulako – indonezyjska uczelnia publiczna w mieście Palu (prowincja Celebes Środkowy). Została założona w 1981 roku.

## Wydziały
- Fakultas Ilmu Sosial dan Ilmu Politik
- Fakultas Keguruan dan Ilmu Pendidikan
- Fakultas Kehutanan
- Fakultas Pertanian
- Fakultas Peternakan dan Perikanan
- Fakultas Teknik
- Fakultas Matematika dan Ilmu Pengetahuan Alam
- Fakultas Ekonomi
- Fakultas Kedokteran
- Fakultas Kesehatan Masyarakat

Źródło: .